# Walter Patricio Di Santo
Walter Patricio Di Santo (San Nicolás, 1970) es un pintor, abogado, licenciado, profesor en artes plásticas, curador de arte y gestor cultural ítalo-argentino. 

## Trayectoria
Artista dedicado a la pintura, más específicamente a la acuarela y el óleo, ha realizado exposiciones en Argentina como en el exterior. Su formación académica como Abogado, Licenciado y profesor en Artes plásticas por la Universidad Nacional de La Plata le han permitido desarrollarse tanto como artista plástico como curador de arte de más de 80 muestras al año y gestor cultural, combina así el arte, y el derecho en la protección del arte y los museos.
Iniciado en la pintura desde temprana edad, asistió a talleres con plásticos como Luisa Santa y Walter Ovejero, ingresando a la Facultad de Bellas Artes donde obtuvo los títulos de Profesor y Licenciado en Pintura, habiendo cursado con maestros como Aníbal Carreño, María Wagner, Eduardo Migo, José De Leo, Ricardo Dalla Lasta, Raúl Muñeza, Ricardo Gonzáles, Raúl Moneta, María Celia Grasi, Agüero, Magdalena Cattogio, Cristina Terzaghi, Mónica Caballero, Adriana Rogliano y Rosa María Ravera entre otros de gran jerarquía y trayectoria
Ha ejercido la docencia universitaria en la Universidad Nacional de La Plata desde 1995, siendo titular en la Facultad de Bellas Artes en la Cátedra de Estética III , donde también se dedica a la investigación con Categoría III, habiendo dirigido y participado en proyectos de investigación en los últimos veinte años formándose con Rosa María Ravera. Su actividad también se vincula con la Universidad Católica de La Plata donde en el año 2002 fue nombrado Subdirector del Museo de Arte Contemporáneo Beato Angélico, cargo que desempeña hasta la actualidad, y en 2009 fue designado Coordinador de la Secretaría de Extensión de esa misma universidad.
Es docente titular ordinario por concurso en la Universidad Nacional de Avellaneda UNDAV, de la Licenciatura en Museología, de las materias Gestión y Legislación de Museos y Diseño de Proyectos de cooperación.
Ha escrito y participado en numerosas publicaciones y es autor del libro sobre el Museo de Arte UCALP, presentado en el marco de UNIART, primer feria de Arte organizada por el Ministerio de Educación y Deportes de la Nación.
En el área de la plástica ha intervenido en numerosas exposiciones individuales y colectivas desde 1987, tanto en Argentina como en el exterior.
En 1995 pintó la Cúpula de La Iglesia San Roque de La Plata, siendo ésta su tesis, por la que obtuvo una calificación sobresaliente de diez. 
Conservan sus pinturas numerosos museos: MACLA, Museo de Pintura Irureta de Tilcara, Museo Provincial de Bellas Artes Emilio Pettoruti, Museo de Tandil, etc.
En 2013 su obra sobre Iris Scaccheri y la casa Curutchet es parte de la Colección de la Fundación Le Corbusier de París.
En 2001 su óleo “Virgen de la sonrisa” es agregado a las colecciones de los Museos Vaticanos y en 2013 su obra “Virgen de la Ternura” es recibida por el Papa Francisco.

## Sociedades a las que pertenece
Es miembro de la Comisión Directiva del Consejo Internacional de Museos (ICOM), de MUSAS, y Secretario de Museos Argentinos Asociados, Presidente de Pro Arte La Plata y miembro de la Comisión Directiva de la Asociación Civil de Directores de Museos de La República Argentina (ADiMRA), y Presidente de la Asociación de Artistas Plásticos de la Provincia de Buenos Aires.

## Distinciones
Distinguido en 2010 “Por su contribución y Trayectoria en el desarrollo y conservación de la Cultura”.